# Миланко Шеклер
Миланко Шеклер је српски вирусолог и микробиолог. Запослен је на Ветеринарском институту у Краљеву.
Његова библиографија износи преко 200 библиографских јединица.
Носилац је Ордена Карађорђеве звезде трећег степена.